# Бойцов, Сергей Анатольевич
Серге́й Анато́льевич Бойцо́в (род. 23 января 1957) — российский кардиолог, специалист в области профилактической медицины. Доктор медицинских наук, профессор, академик РАН (2019), полковник медицинской службы. Заслуженный врач Российской Федерации (2013). Генеральный директор ФГБУ «НМИЦ Кардиологии» Минздрава России, главный внештатный специалист кардиолог Минздрава России по Центральному, Уральскому, Сибирскому и Дальневосточному Федеральным округам (с 2018 года).
Директор Государственного научно-исследовательского центра профилактической медицины (ГНИЦ ПМ) Минздрава России (2011—2017), главный внештатный специалист по профилактической медицине Минздрава России (2011—2018). С 2014 года также возглавляет кафедру поликлинической терапии МГМСУ.
В 2006—2011 гг. первый заместитель директора Российского кардиологического научно-производственного комплекса (Кардиоцентра).

## Биография
Родился и вырос в городе Тихвин Ленинградской области.
Окончил с отличием Военно-медицинскую академию имени С. М. Кирова (г. Ленинград).
C 1980 по 1984 год проходил службу на Краснознамённом Северном флоте, начальник медицинской службы атомной подводной лодки. В 1984 году поступил в адъюнктуру при кафедре военно-морской и госпитальной терапии альма-матер и окончил её в 1987 году, защитил кандидатскую диссертацию. Ученик А. Н. Сененко.
С 1987 г. старший ординатор, с 1989 г. преподаватель, с 1995 г. заместитель начальника, а с 1997 по 2002 год — начальник кафедры и клиники военно-морской и общей терапии Военно-медицинской академии.
В 2002 году в звании полковника медицинской службы закончил службу в Вооружённых Силах РФ, переехал в Москву и продолжил свою трудовую деятельность как главный терапевт НМХЦ им. Н. И. Пирогова, где в 2003—2006 гг. — директор Центрального клинико-диагностического комплекса и заведующий кафедрой внутренних болезней. С 2003 года также главный терапевт Центрального Федерального округа.
С 2006 по 2011 год заместитель по науке — первый заместитель генерального директора ФГБУ «Российский кардиологический научно-производственный комплекс» Минздрава России, занял эту должность по приглашению возглавлявшего комплекс академика Е. И. Чазова.
С 2011 по 2017 год директор Государственного научно-исследовательского центра профилактической медицины Минздрава России, с 2011 года главный внештатный специалист по медицинской профилактике Минздрава России. Ныне генеральный директор ФГБУ «НМИЦ Кардиологии» Минздрава России.
Вице-президент Российского кардиологического общества.
С сентября 2018 года является главным внештатным специалистом кардиологом Минздрава России по ЦФО, УФО, СФО и ДФО.
С 2016 года член-корреспондент Российской академии наук, в 2019 году избран академиком Российской академии наук. Индекс Хирша по РИНЦ — 57, Web of Science — 12, Scopus — 18. Автор более 600 научных трудов. Также является экспертом ВОЗ по вопросам эпидемиологии и профилактики неинфекционных заболеваний.
Под его началом защищено более 30 диссертаций.
С. А. Бойцов был одним из основных разработчиков системы оказания помощи больным с острым коронарным синдромом в сосудистых центрах в рамках реализации «сосудистой программы», а также в период с 2008 по 2011 год непосредственно обеспечивал методическое сопровождение её создания более, чем в 40 регионах России.
По инициативе и при непосредственном участии С. А. Бойцова была разработана и создана система современной диспансеризации взрослого населения. Под руководством С. А. Бойцова создан крупнейший в стране эпидемиологический проект ЭССЕ-РФ по изучению распространённости неинфекционных заболеваний и их факторов риска.
Ведущими направлениями научной деятельности С. А. Бойцова являются вопросы изучения распространённости социально-значимых неинфекционных заболеваний и широкого спектра их факторов риска, ретроспективного анализа механизмов изменения смертности населения, моделирования развития ситуации со смертностью от неинфекционных заболеваний, а также выработки научно обоснованных направлений действий по её снижению. https://web.archive.org/web/20180216025152/https://riaami.ru/2017/01/direktoru-gnits-pm-sergeyu-bojtsovu-60-let/
Главный редактор журнала «Рациональная фармакотерапия в кардиологии», заместитель главного редактора журнала «Кардиологический вестник», входит в редколлегии журналов «Терапевтический архив», «Сердце», «Журнал Сердечная недостаточность», «Российский кардиологический журнал», «Артериальная гипертензия», «Новые Санкт-Петербургские врачебные ведомости», «Кардиоваскулярная терапия и профилактика», «Journal of Cardiovascular Medicine» и других.
Почётный доктор Пироговского центра (2015).
Автор более 650 работ https://elibrary.ru/author_profile.asp?authorid=580841